# SYNOP

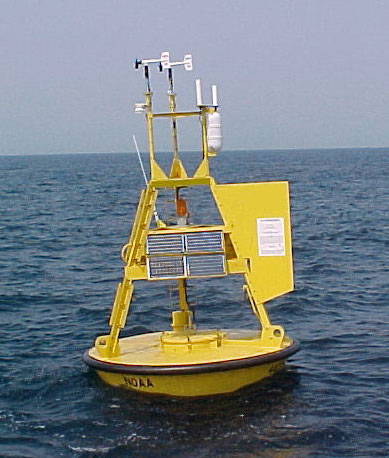
FM-12

SYNOP (surface synoptic observations traducido observaciones sinópticas en superficie) es un código numérico (llamado FM-12 por la OMM), usado para reportar observaciones meteorológicas hechas por estaciones meteorológicas en superficie tanto así como por estaciones meteorológicas automáticas.
Los reportes SYNOP, a menudo, son enviados cada seis, tres o una hora, a través de onda corta. Estos reportes consisten en grupos de números y barras, donde se describe el estado del tiempo en la estación, incluidos los datos de temperatura, presión atmosférica y visibilidad.

## Formato del mensaje
Este es un ejemplo de la estructura general de un mensaje SYNOP. Los números mostrados son fijos (indicadores de grupo); los números reemplazados con una x, contienen la información del tiempo meteorológico.
```
xxxxx xxxxx 99xxx xxxxx xxxxx xxxxx 00xxx 1xxxx 2xxxx 3xxxx 4xxxx 5xxxx
6xxxx 7xxxx 8xxxx 9xxxx 222xx 0xxxx 1xxxx 2xxxx 3xxxx 4xxxx 5xxxx 6xxxx
70xxx 8xxxx
333 0xxxx 1xxxx 2xxxx 3xxxx 4xxxx 5xxxx xxxxx 6xxxx 7xxxx 8xxxx 9xxxx
```

Ejemplo
Reporte SYNOP de la Estación Mar del Plata Aero, Argentina; del 25 de octubre de 2007, Hora 03 UTC.
```
AAXX 25034 87692 42960 02313 10146 20132 30061 40086 57025
```

Codificaciones:
- 25034
  - 25 día del mes.
  - 03 hora UTC.
  - 4 la velocidad del viento es obtenida del anemómetro en nudos.

- 87692
  - 87 n° de región geográfica de la estación (Argentina).
  - 692 n° de estación Mar del Plata Aero.

- 42960
  - 4 no hay presencia de fenómeno significativo en el ambiente.
  - 2 estación dotada de personal, sin fenómeno significativo.
  - 9 altura por encima del suelo de la base de la nube más baja observada. No hay presencia de nubes bajas.
  - 60 visibilidad. 60 = 10 km.

- 02313
  - 0 cobertura nubosa total. 0 = 0 octavos de nube, cielo despejado.
  - 23 dirección del viento. 23 = SO.
  - 13 velocidad del viento en nudos. 13 kn = 24 km/h.

- 10146
  - 1' n° fijo.
  - 0 temperatura positiva, sobre 0 °C
  - 146 temperatura observada del aire. 146 = 14.6 °C

- 20132
  - 2' n° fijo.
  - 0 temperatura positiva, sobre 0 °C
  - 132 temperatura observada del punto del rocío. 132 = 13.2 °C

- 30061
  - 3 n° fijo.
  - 0061' presión nivel de estación. 0061 = 1.006,1 hPa.

- 40086
  - 4 n° fijo.
  - 0086 presión nivel del mar. 0086 = 1.008,6 hPa.

- 57025
  - 5 n° fijo.
  - 7 tendencia de presión atmosférica. 7 = en baja
  - 025 valor de variación atmosférica respecto hace tres horas.